# Darwinizm społeczny
Darwinizm społeczny, socjodarwinizm – zespół teorii opisujących ewolucję społeczeństw. Wszystkie teorie nawiązują do klasycznego ewolucjonizmu, część z nich odrzuca jednak zaproponowaną przez Darwina koncepcję doboru naturalnego, a inne mogą znacząco od niej odbiegać.

## Rozwój koncepcji

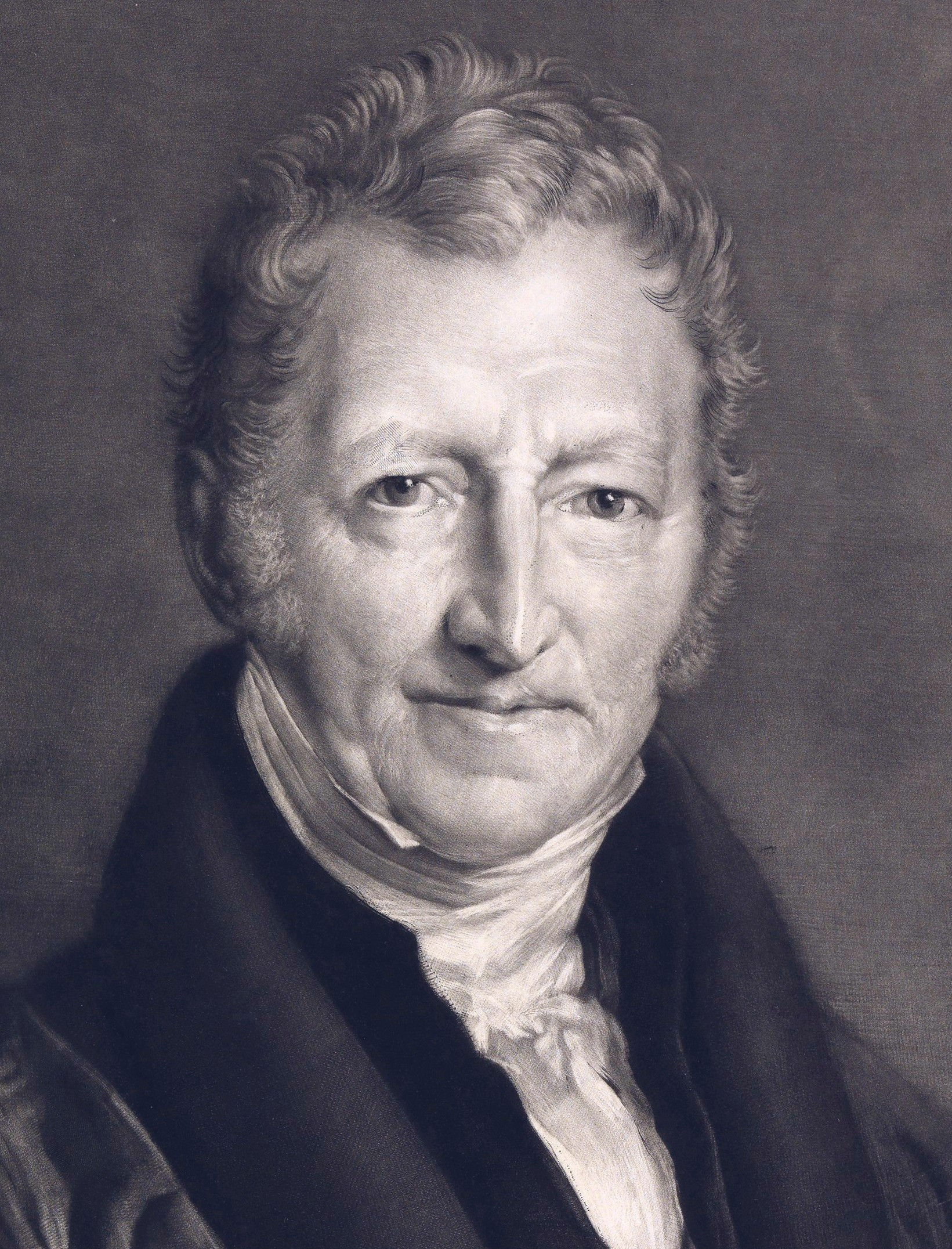
Jednym z pierwszych myślicieli głoszących hasło „walki o byt” był Thomas Malthus

Odniesienia do biologicznej teorii ewolucji współcześnie nazywane darwinizmem społecznym pojawiają się w pracach wielu teoretyków. Metafora społeczeństwa jako żywego organizmu była stosowana przez myślicieli takich jak Herbert Spencer, Freidrich Ratzel, czy Halford Mackinder. Zaś William Zebina Ripley, Ellsworth Huntington czy Griffith Taylor rozwijali idee hierarchii rasowej. Richard Hofstadter zaliczył także do darwinistów społecznych Williama Grahama Sumnera.
Ostatecznie wykształciły się dwa typy darwinizmu społecznego: nurt liberalny i indywidualistyczny, nawiązujący do filozofii Spencera i kładący nacisk na walkę między jednostkami oraz nurt selekcjonizmu i interwencjonizmu kładący nacisk na walkę między rasami.
Termin powstał w latach 80. XIX wieku i pierwotnie został użyty do krytyki filozofii „walki o byt” i „przetrwania lepiej przystosowanych”. Określenie miało charakter pejoratywny i nie nawiązywało bezpośrednio do teorii doboru naturalnego stworzonej przez Darwina. Na początku XX wieku darwinizm społeczny jako uproszczona lub fałszywa interpretacja osiągnięć naukowych rozprzestrzenił się jako ruch eugeniki w Stanach Zjednoczonych, Wielkiej Brytanii i innych państwach. W latach 30. i 40. XX teorie zyskały popularność, w nazistowskich Niemczech doprowadzając do odejścia od tradycyjnych wartości medycyny takich jak leczenie, współczucie oraz niesienie ulgi w cierpieniu. Rozpowszechnienie poglądów doprowadziło w Stanach Zjednoczonych do nierówności w dostępie oraz jakości opieki medycznej oferowanej grupom społeczno-ekonomicznym i etnicznym. Darwinizm społeczny stał się również podstawą ideologii ukraińskiego nacjonalizmu, sformułowanej przez Dmytra Doncowa.
Do lat 40. XX wieku termin był sporadycznie stosowany w literaturze naukowej i powiązany był głównie z opisem ideologii rasistowskich oraz imperialistycznych. Termin został spopularyzowany przez Richarda Hofstadtera w dwóch znaczeniach jako biologiczne uzasadnienie leseferyzmu oraz jako teoretyczna podstawa eugeniki, rasizmu i imperializmu. Ani Herbert Spencer, ani William Graham Sumner nie byli do tego czasu opisywani jako myśliciele darwinizmu społecznego. Sumner ze względu na prezentowane poglądy został nawet przedstawiony jako darwinista antyspołeczny.

## Współcześnie
Współcześnie teorie określane nazwą darwinizm społeczny uznawane są za mit społeczny nie powiązany z teorią ewolucji przedstawioną przez Darwina. Ideologie te nawiązują do istniejącej przed Darwinem koncepcji walki o byt, którą twórca teorii ewolucji używał w swoich dziełach metaforycznie. Pre-darwinowscy politolodzy rozważali pewien rodzaj ewolucji społecznej i poglądy te były znane Darwinowi. Możliwy jest kulturowy wpływ tych poglądów na język i społeczny odbiór dzieła O powstawaniu gatunków. W efekcie publikacji książki przypisywanych jest szereg konsekwencji społecznych i kulturowych w zakresie ekonomii, polityki, medycyny, edukacji, eugeniki i religii. Jedną z konsekwencji rozpowszechnienia się ideologii darwinizmu społecznego w środowisku medycznym jest traktowanie ludzi z zaburzeniami emocjonalnymi jako efektu „złych genów”, czyli szukania przyczyny problemu wewnątrz człowieka, nie zaś w społeczności, w której żyją. Interpretacja taka jest przedstawiana, pomimo że częstotliwość występowania zaburzeń nie zmienia się nawet przy skutecznym leczeniu.
Obecnie naukowcy, filozofowie oraz teoretycy myśli społecznej nie stosują nazwy darwinizm społeczny do swoich teorii. Jedynie subkultura satanistów stworzona przez LaVeya bezpośrednio nawiązuje do ideologii „przetrwania najsilniejszych” i stosuje termin „darwinizm społeczny” w formie samookreślenia.

## Krytyka
Darwinizm społeczny ma wiele definicji, a niektóre z nich są ze sobą niezgodne. Jako taki, darwinizm społeczny został skrytykowany za niespójną filozofię, która nie prowadzi do żadnych wyraźnych wniosków politycznych. Na przykład w zwięzłym Oxford Dictionary of Politics stwierdza:

Częścią trudności w ustanowieniu rozsądnego i konsekwentnego wykorzystania jest to, że zaangażowanie w biologię doboru naturalnego i „przetrwanie najlepiej przystosowanych” nie pociągało za sobą jednolitości ani dla metody socjologicznej, ani dla doktryny politycznej. „Darwinista społeczny” mógłby równie dobrze być obrońcą leseferyzmu, jak i obrońcą państwowego socjalizmu, tak samo imperialistą jak i krajowym eugenistą.

### Krytyka Piotra Kropotkina
Jednym z bardziej znanych krytyków teorii darwinizmu społecznego był przyrodnik oraz filozof anarchistyczny Piotr Kropotkin. W swojej książce Pomoc wzajemna jako czynnik rozwoju krytykował ów pogląd w następujący sposób:

Być może, że w początku sam Darwin nie zupełnie zdawał sobie sprawę z tego, jak wielkie obszary ujmuje ten czynnik, który wywołał on dla wytłumaczenia tylko jednego szeregu faktów, związanych z nagromadzeniem zmian indywidualnych w rodzących się do życia gatunkach. Widział jednak, że wprowadzony przez niego termin straciłby swe znaczenie filozoficzne, a tym samym swe jedyne prawdziwe znaczenie, jeśliby używać go w rozumieniu ciasnym - jako walkę pomiędzy oddzielnymi jednostkami o proste środki żywności. To też na samym wstępie do swego znakomitego dzieła położył nacisk, aby terminu tego używać „w znaczeniu szerszym (metaforycznym), obejmując nim również zależność każdej istoty żywej od pozostałych i - co ważniejsze - nie tylko życie jednostki, lecz również możliwość pozostawienia potomstwa”.
Jednocześnie jednak sam posługiwał się tym terminem w znaczeniu ciaśniejszym jak to było konieczne dla jego celów specjalnych i ostrzegał swych następców przed błędem (który sam
zdaje się popełnia), przeceniania tego znaczenia ciasnego. W „Pochodzeniu człowieka" dał kilka potężnych stronic, objaśniających właściwe, szersze znaczenie tego terminu. Zwrócił uwagę na to, jak w niezliczonych społeczeństwach zwierzęcych niknie walka pomiędzy oddzielnymi jednostkami o środki do życia i na jej miejscu jawi się spółdziałanie; jak dalej zamiana ta przynosi rozwój zdolności intelektualnych i moralnych, zapewniających gatunkowi lepsze warunki przeżycia. Mówił, że w tych razach za najzdolniejszych uznani być muszą nie fizycznie najsilniejsi, nie najprzebieglejsi, lecz ci, którzy umieją łączyć się w celu pomocy wzajemnej, wiążąc w jedną całość (i dla dobra tej całości) zarówno silnych, jak słabych. „Te wspólnoty, - pisał on - które zawierają w sobie największą liczbę jednostek zdolnych do spółżycia, rozwijają się najpomyślniej i wyhodowują największą liczbę potomstwa". Widzimy stąd, że termin, zrodzony z ciasnych maltuzjańskich pojęć o spółzawodnictwie wszystkich przeciwko wszystkim, stracił swą ciasnotę w umyśle człowieka, znającego przyrodę.

### Imperializm, eugenika, faszyzm, nazizm
Darwinizm społeczny znajdował się głównie w społeczeństwach leseferyznych, gdzie dominował pogląd indywidualistycznego porządku społecznego. Jako taki, darwinizm społeczny przypuszczał, że postęp ludzkości faworyzuje najbardziej indywidualistyczne rasy, które są postrzegane jako silniejsze. Inna forma darwinizmu społecznego była częścią ideologicznych podstaw nazizmu oraz innych ruchów faszystowskich. Ta forma nie przewidywała przetrwania najsilniejszych w indywidualistycznym porządku społecznym, ale raczej opowiadała się za rodzajem walki rasowej i narodowej, w której państwo kierowało ludzką hodowlą poprzez eugenikę. Nazwy takie jak „darwinowski kolektywizm” lub „reformowany darwinizm” zostały zasugerowane, aby opisać te poglądy, w celu odróżnienia ich od indywidualistycznego rodzaju darwinizmu społecznego.
Darwinizm społeczny często łączony był z nacjonalizmem i imperializmem. W epoce nowego imperializmu koncepcje ewolucji uzasadniały wykorzystywanie „ras mniejszych bez prawa” przez „rasy wyższe”.  Dla elit, silne narody składały się z białych ludzi, którym udało się rozszerzyć swoje imperia, i jako takie, te silne narody przetrwałyby w walce o dominację. Przy takim nastawieniu Europejczycy, rzadko przyjmowali obyczaje i języki miejscowej ludności pod ich imperiami.